# Lincoln Beachey
Lincoln Beachey (São Francisco, 3 de marco de 1887 - Exposição Universal de 1915, 14 de março de 1915) foi um pioneiro da aviação americano e barnstormer. Tornou-se famoso e rico em exposições aéreas, encenando acrobacias aéreas, ajudando a inventar acrobacias e estabelecendo recordes de aviação.
Ele era conhecido como o homem que possui o céu e, às vezes, o pássaro mestre. Beachey foi reconhecido até pelos seus concorrentes como "O Maior Aviador do Mundo". Ele era "conhecido de vista por centenas de milhares e pelo nome para o mundo inteiro".